# Felipe Simonsson
Felipe Simonsson (en nórdico antiguo, Filippus Simonsson, fallecido en 1217) fue un noble noruego y pretendiente al trono por el partido de los bagler entre 1207 y 1217, durante la era de las guerras civiles noruegas. Gobernó en la región de Viken bajo el título de rey, en oposición a los reyes Inge II y Haakon IV.
Felipe era hijo de Simón Kárason (fallecido en 1190) y de Margarita Arnadatter. Simón era uno de los más prominentes opositores al partido de los birkebeiner y al rey Sverre I; había apoyado al pretendiente bagler Jon Kuvlung en la década de 1180 y murió en un nuevo levantamiento contra Sverre en 1190. Margarita, la madre de Felipe, era media hermana del rey Inge I y hermana del obispo de Oslo Nicolás Arnesson, también opositor a Sverre.

## Jarl de los bagler
En 1204, tras la muerte de Haakon III, los bagler, que durante el reinado de éste se habían reconciliado con los birkebeiner, se levantaron nuevamente en armas, con el apoyo de la Iglesia y el rey de Dinamarca. El obispo Nicolás de Oslo intentó que su sobrino Felipe fuese nombrado rey de los bagler, pero la mayoría del partido se opuso, puesto que Felipe no era de linaje real noruego. En su lugar, se colocó como rey a Erling Steinvegg, un supuesto hijo del rey Magnus V. A Felipe se le otorgó el título de jarl, el más alto después del rey.
Felipe Simonsson contaba entre sus ancestros al rey Harald Cabellera Hermosa a través de la línea materna. Su madre era descendiente del rey Stenkil de Suecia, quien a su vez, de acuerdo a leyendas nórdicas, era descendiente del rey Harald. Esa ascendencia no era suficiente, ya que los noruegos tendían a elegir entre sus gobernantes a descendientes de reyes por la línea paterna. Por ejemplo, el rey birkebeiner Inge II se enfrentó a fuertes problemas debido a que era nieto materno de Sigurd II.
El ejército bagler, reconstituido en Dinamarca, llegó a Noruega en 1204, acompañado por el rey Valdemar II de Dinamarca. Eso fue el detonante de la segunda guerra bagler. Una asamblea (ting) en Tønsberg reconoció a Erling Steinvegg como rey y a Felipe como jarl. Los bagler pronto ganaron el control de la región de Viken (alrededor del fiordo de Oslo), mientras que los birkebeiner se mantuvieron dominando Trøndelag, en el norte. La región occidental, con Bergen, cambiaba constantemente de manos. Los bandos rivales lanzaron ataques a las regiones enemigas, pero ninguna pudo alzarse con la victoria definitiva.

## Rey de los bagler
En enero de 1207 murió el rey bagler Erling Steinvegg, dejando dos hijos. En un principio, los bagler deliberaron sobre cuál de los dos hijos debía ser nombrado rey, pero el obispo Nicolás de Oslo relanzó la candidatura de Felipe para el título de rey. En esta ocasión el rey obtuvo el apoyo del campesinado, y Felipe fue nombrado rey en una asamblea en Sarpsborg.
Felipe continuó la guerra contra los birkebeiner, llegó a capturar la fortaleza de Sverresborg en Bergen en 1207, pero la abandonó poco después. Ese mismo año, padeció la incursión exitosa de los birkebeiner en Tønsberg. Con todo, la guerra se estancó, sin una inclinación clara de la victoria. En 1208, Nicolás y otros obispos intentaron llegar a un acuerdo de paz entre ambos bandos. En la isla de Kvitsøy, Felipe se reunió con su rival Inge II; éste reconoció la autoridad de Felipe sobre el tercio oriental de Noruega (a excepción de Bohuslän) y, en resarcimiento, Felipe renunció a portar el título de rey. En vez de ello, sería reconocido como jarl y vasallo de Inge. Para sellar las negociaciones, Felipe se casó en 1209 con una hija del difunto rey Sverre, Cristina Sverresdatter.
Felipe rompió su promesa, pues continuó presentándose como rey hasta el fin de su vida, empleando un sello real. Pese a todo, se mantuvo la paz entre bagler y birkebeiner. Tras la muerte de Inge II en abril de 1217, Felipe intentó renegociar el acuerdo de paz, demandando la mitad del país. Pero en el otoño de ese mismo año enfermó y falleció.
Al año siguiente a su muerte, el nuevo rey de los birkebeiner, Haakon IV, fue reconocido también por los bagler, poniendo fin a la división del país.
Cristina, su esposa, murió pocos meses después de la boda, durante un parto. El único hijo del matrimonio también falleció en esa ocasión.
La carta más antigua de un rey en Noruega que se haya conservado hasta la actualidad perteneció a Felipe Simonsson.